# BMW F74
BMW F74 — заводское обозначение второго поколения BMW 2 Gran Coupé. Как и F44, F74 создан на базе BMW 1.

## Описание
Первые изображения BMW F74 были опубликованы Министерством промышленности и информационных технологий Китая в августе 2024 года в рамках процесса омологации, которая представляет собой версию длиной 4,66 метра для китайского рынка. В то время как F44 по-прежнему импортировался из Германии в Китай, F74 также должен производиться в Китае в качестве преемника F52. Официальная презентация версии BMW F74 длиной 4,55 метра для европейского рынка состоялась в октябре 2024 года. Сборка организована в Лейпциге. Продажи намечены на март 2025 года.
BMW F74 в народе называют фейслифтингом F44. Обе модели базируются на платформе BMW UKL2. Как и все автомобили на этой платформе, F74 имеет передний или полный привод xDrive и не имеет шестицилиндровых двигателей. Все двигатели сочетаются в паре с семиступенчатой трансмиссией с двумя сцеплениями (Steptronic). Некоторые автомобили гибридные.
Интерьер F74 почти имеет сходство с F70.

## Технические характеристики

### Бензиновые двигатели
|                                 | 220 | M235 xDrive                                              |
| ------------------------------- | --- | -------------------------------------------------------- |
| Годы производства               | с 03.2025 | с 03.2025                                                |
| Характеристики двигателя        | Бензиновый двигатель + электродвигатель, с катализатором и сажевым фильтром                                   | Бензиновый двигатель, с катализатором и сажевым фильтром |
| Конфигурация                    | Рядный трёхцилиндровый двигатель                                                                              | Рядный четырёхцилиндровый двигатель                      |
| Впрыск                          | Непосредственный впрыск                                                                                       | Непосредственный впрыск                                  |
| Наддув                          | Турбонаддув                                                                                                   | Турбонаддув                                              |
| Изменение фаз газораспределения | Valvetronic                                                                                                   | Valvetronic                                              |
| Модель двигателя                | B38A15P | B48A20                                                   |
| Диаметр цилиндра × Ход поршня   | 82,0 мм × 94,6 мм                                                                                             | 82,0 мм × 94,6 мм                                        |
| Объём                           | 1499 см³ | 1998 см³                                                 |
| Степень сжатия                  | 11,1 : 1 | 9,5 : 1                                                  |
| Мощность при об/мин             | 115 кВт (156 л. с.) при 4700—6500 (ДВС) + 15 кВт (20 л. с.) (гибрид) 125 кВт (170 л. с.) (суммарная мощность) | 221 кВт (300 л. с.) при 5750—6500                        |
| Крутящий момент при об/мин      | 240 Н⋅м при 1500—4400 (ДВС) + 55 Н⋅м (гибрид) 280 Н⋅м (суммарный крутящий момент)                             | 400 Н⋅м при 2000—4500                                    |
| Трансмиссия                     | 7-скор. DCT                                                                                                   | 7-скор. DCT                                              |
| Привод                          | Передний | Полный                                                   |
| Разгон до 100 км/ч, сек.        | 7,9 | 4,9                                                      |
| Максимальная скорость, км/ч     | 230 | 250                                                      |
| Масса, кг                       | 1525 | 1650                                                     |
| Расход топлива, л/100 км        | 5,2—5,8 | 7,5—8,2                                                  |
| Выбросы CO2, г/км               | 119—131 | 170—185                                                  |
| Экологический класс             | Euro 6e | Euro 6e                                                  |

### Дизельные двигатели
|                               | 218d                                                                                         | 220d |
| ----------------------------- | -------------------------------------------------------------------------------------------- | --- |
| Годы производства             | с 03.2025                                                                                    | с 03.2025 |
| Характеристики двигателя      | Дизельный двигатель, с сажевым фильтром, накопительным катализатором NOX и катализатором SCR | Дизельный двигатель + электродвигатель, с сажевым фильтром, накопительным катализатором NOX и катализатором SCR |
| Конфигурация                  | R4                                                                                           | R4 |
| Топливная система             | Common-Rail                                                                                  | Common-Rail |
| Наддув                        | Турбонаддув с изменяемой геометрией                                                          | Турбонаддув с изменяемой геометрией                                                                             |
| Модель двигателя              | B47C20B                                                                                      | B47C20B |
| Диаметр цилиндра × Ход поршня | 84,0 мм × 90,0 мм                                                                            | 84,0 мм × 90,0 мм                                                                                               |
| Объём                         | 1995 см³                                                                                     | 1995 см³ |
| Степень сжатия                | 16,5 : 1                                                                                     | 16,5 : 1 |
| Мощность при об/мин           | 110 кВт (150 л. с.) при 3750—4000                                                            | 110 кВт (150 л. с.) при 3750—4000 (ДВС) + 15 кВт (20 л. с.) (гибрид) 120 кВт (163 л. с.) (суммарная мощность)   |
| Крутящий момент при об/мин    | 360 Н⋅м/1500—2500                                                                            | 360 Н⋅м при 1500—2500 (ДВС) + 55 Н⋅м (гибрид) 400 Н⋅м (суммарный крутящий момент)                               |
| Трансмиссия                   | 7-скор. DCT                                                                                  | 7-скор. DCT |
| Привод                        | Передний                                                                                     | Передний |
| Разгон до 100 км/ч, сек.      | 8,4                                                                                          | 8,0 |
| Максимальная скорость, км/ч   | 226                                                                                          | 226 |
| Масса, кг                     | 1565                                                                                         | 1600 |
| Расход топлива, л/100 км      | 4,6—5,0                                                                                      | 4,2—4,6 |
| Выбросы CO2, г/км             | 120—132                                                                                      | 110—121 |
| Экологический класс           | Euro 6e                                                                                      | Euro 6e |